# Klimastiftung Schweiz
Die Klimastiftung Schweiz ist eine in der Schweiz und in Liechtenstein tätige Stiftung. Sie unterstützt ausgewählte Klimaschutzmassnahmen von kleinen und mittleren Unternehmen (KMU) in der Schweiz und Liechtenstein finanziell.

## Stiftungstätigkeit
Die Klimastiftung wurde 2008 auf Initiative von elf Dienstleistungsunternehmen ins Leben gerufen, die mit gemeinsamen Mitteln den Klimaschutz fördern wollten. Stand 2025 fördern 32 Unternehmen die Stiftung. Pro Jahr vergibt die Stiftung zwischen einer und drei Millionen Franken. Schweizer und Liechtensteiner kleine und mittlere Unternehmen (KMU) können Geld von der Klimastiftung beantragen. Die antragsstellenden KMU müssen durch neue Produkte und Technologieentwicklungen einen innovativen Beitrag zum Klimaschutz leisten.

## Partner
Folgende 32 Schweizer und Liechtensteiner Dienstleister sind Partner der Klimastiftung (Stand: Februar 2025): Allianz Suisse, Alternative Bank Schweiz AG, AXA Versicherungen, AXA XL, Baloise, BLKB, Basler Kantonalbank, ECA, Finnova, Glarner Kantonalbank, Graubündner Kantonalbank, GVB Gebäude Versicherung Bern, GVZ Gebäudeversicherung Kanton Zürich, LGT Capital, LGT Private Banking, Liechtensteinische Landesbank (LLB), Mirabaud, Mobiliar, Neue Rückversicherungs-Gesellschaft, PartnerRe, Raiffeisen Schweiz, Robeco, J. Safra Sarasin, Sanitas Krankenversicherung, SCOR Services Switzerland AG, SIX, Swiss Life, Swiss Re, UBP, Vaudoise Assurances, Vontobel, VP Bank und Zuger Kantonalbank.